# Eulamprus kosciuskoi
Eulamprus kosciuskoi là một loài thằn lằn trong họ Scincidae. Loài này được Kinghorn mô tả khoa học đầu tiên năm 1932.